# 牧野知弘
牧野 知弘（まきの ともひろ、1959年（昭和34年） - ）は、日本の不動産評論家・実業家。

## 経歴
1959年、アメリカ合衆国ミシガン州デトロイト生まれ。東京大学経済学部を卒業。第一勧業銀行（現：みずほ銀行）、ボストン・コンサルティング・グループを経て、1989年に三井不動産入社。不動産買収、開発、証券化業務を手がけたのち、三井不動産ホテルマネジメントに出向し、ホテルリノベーション、経営企画、収益分析、コスト削減、新規開発業務に従事する。
2006年日本コマーシャル投資法人執行役員に就任しJ-REIT（不動産投資信託）市場に上場。2009年株式会社オフィス・牧野設立およびオラガHSC株式会社を設立、代表取締役に就任。2015年オラガ総研株式会社設立、代表取締役に就任する。2018年全国渡り鳥生活倶楽部株式会社設立、代表取締役に就任。

## 著書
- 『なぜ、町の不動産屋はつぶれないのか』祥伝社新書、2011年2月、ISBN 978-4-396-11228-8
- 『それでも、あなたは新築マンションを買いますか？　今、いちばん賢い「家」の買い方とは？』中央公論新社、2011年9月、ISBN 978-4-12-390311-0
- 『なぜビジネスホテルは、一泊四千円でやっていけるのか』祥伝社新書、2012年10月、ISBN 978-4-396-11295-0
- 『だから、日本の不動産は値上がりする』祥伝社新書、2013年9月、ISBN 978-4-396-11334-6
- 『空き家問題』祥伝社新書、2014年7月、ISBN 978-4-396-11371-1
- 『ボスコン流 どんな時代でも食っていける「戦略思考」』2015年7月、SBクリエイティブ、ISBN 978-4-7973-8276-1
- 『2020年マンション大崩壊』文春新書、2015年8月、ISBN 978-4-16-661039-6
- 『インバウンドの衝撃 外国人観光客が支える日本経済』祥伝社新書、2015年10月、ISBN 978-4-396-11439-8
- 『不動産投資の超基本』東洋経済新報社、2016年5月、ISBN 978-4-492-73332-5
- 『民泊ビジネス』祥伝社新書、2016年8月、ISBN 978-4-396-11477-0
- 『お金と人の流れが変わる！ 老いる東京、甦る地方』PHPビジネス新書、2016年8月、ISBN 978-4-569-83135-0
- 『こんな街に「家」を買ってはいけない』角川新書、2016年11月、ISBN 978-4-04-082082-8
- 『2040年全ビジネスモデル消滅』文春新書、2016年12月、ISBN 978-4-16-661108-9
- 『マイホーム価値革命 2022年、「不動産」の常識が変わる』NHK出版新書、2017年6月、ISBN 978-4-14-088519-2
- 『業界だけが知っている「家・土地」バブル崩壊』祥伝社新書、2018年4月、ISBN 978-4-396-11533-3
- 『街間格差 オリンピック後に輝く街、くすむ街』中公新書ラクレ、2019年1月、ISBN 978-4-12-150643-6
- 『不動産で知る日本のこれから』祥伝社新書、2020年3月、ISBN 978-4-396-11601-9
- 『人が集まる街、逃げる街』角川新書、2020年7月、ISBN 978-4-04-082364-5
- 『不動産激変ーコロナが変えた日本社会』祥伝社新書、2020年9月、ISBN 978-4-396-11611-8
- 『ここまで変わる! 家の買い方 街の選び方』祥伝社新書、2021年9月、ISBN 978-4-396-11639-2
- 『不動産の未来 マイホーム大転換時代に備えよ』朝日新書、2022年3月、ISBN 978-4-02-295162-5
- 『負動産地獄 その相続は重荷です』文春新書、2023年2月、ISBN 978-4-16-661398-4
- 『なぜマンションは高騰しているのか』祥伝社新書、2024年2月、ISBN 978-4-396-11695-8